# هالاکسا
هالاکسا (نام علمی: Hallaxa) نام یک سرده از تیره پرتوچرخان است.